# Man About Town
Man about Town is een film uit 2006 van regisseur Mike Binder en met in de hoofdrollen Ben Affleck, Rebecca Romijn en John Cleese. Het is een komedie van ongeveer 96 minuten.
Het verhaal gaat over Jack Giarmo die een geweldig leven leidt met zijn vrouw Nina, zijn mooie appartement en zijn leuke baan. Maar toch blijft hij iets missen. Dus gaat hij op een "dagboek"-schrijfcursus om zijn ware ik te vinden, en bij deze cursus moet hij een dagboek bijhouden. Al snel gaat alles fout: zijn vrouw gaat vreemd met zijn belangrijkste zakenpartner en een journaliste gaat ervandoor met zijn dagboek, dat belangrijke informatie bevat.